# Ian Black (calciatore 1924)
Ian Black (Aberdeen, 27 marzo 1924 – 13 dicembre 2012) è stato un calciatore scozzese, di ruolo portiere.

## Palmarès

### Club

#### Competizioni nazionali
- Coppa di Scozia: 1

Aberdeen: 1946-1947
- Southern League: 1

Bath City: 1959-1960